# Kostas Skrabulis
Kostas Skrabulis (* 4. August 1992) ist ein litauischer Leichtathlet, der sich auf den Sprint spezialisiert hat.

## Sportliche Laufbahn
Erste internationale Erfahrungen sammelte Kostas Skrabulis im Jahr 2009, als er bei den Jugendweltmeisterschaften in Brixen mit 22,79 s in der ersten Runde im 200-Meter-Lauf ausschied. Anschließend kam er auch beim Europäischen Olympischen Jugendfestival (EYOF) in Tampere mit 22,86 s nicht über den Vorlauf hinaus. 2011 schied er bei den Junioreneuropameisterschaften in Tallinn mit 10,84 s und 21,65 s jeweils in der ersten Runde über 100 und 200 Meter aus und belegte mit der litauischen 4-mal-100-Meter-Staffel in 40,97 s den vierten Platz. 2013 schied er bei den U23-Europameisterschaften in Tampere mit 10,85 s in der Vorrunde im 100-Meter-Lauf aus und verpasste mit der Staffel mit 40,13 s den Finaleinzug. 2015 schied er bei der Sommer-Universiade in Gwangju mit 21,73 s im Halbfinale über 200 Meter aus und kam mit der Staffel im Vorlauf nicht ins Ziel. Zwei Jahre darauf schied er bei den Studentenweltspielen in Taipeh mit 10,67 s im Viertelfinale über 100 Meter aus und kam über 200 Meter mit 21,69 s nicht über den Vorlauf hinaus. 2019 gelangte er bei den Europaspielen in Minsk mit 10,68 s auf den 21. Platz über 100 Meter 2023 wurde er bei der 2. Liga der Team-Europameisterschaft im Rahmen der Europaspiele in Chorzów in 40,10 s Sechster in der 4-mal-100-Meter-Staffel.
In den Jahren 2018 und 2019 wurde Skrabulis litauischer Meister im 100-Meter-Lauf sowie 2013 und 2016 sowie 2017 und 2023 in der 4-mal-100-Meter-Staffel.

## Persönliche Bestzeiten
- 100 Meter: 10,44 s (+1,9 m/s), 17. Juni 2016 in Palanga
  - 60 Meter (Halle): 6,83 s, 22. Februar 2018 in Vilnius
- 200 Meter: 21,15 s (0,0 m/s), 8. August 2018 in Thun
  - 200 Meter (Halle): 21,67 s, 31. Januar 2012 in Wien